# Finley (Waszyngton)
Finley – jednostka osadnicza w Stanach Zjednoczonych, w stanie Waszyngton, w hrabstwie Benton.